# Saint-Denis-lès-Sens
Saint-Denis-lès-Sens (auch nur und bis 2012: Saint-Denis) ist eine französische Gemeinde mit 624 Einwohnern (Stand: 1. Januar 2022) im Département Yonne in der Region Bourgogne-Franche-Comté. Saint-Denis-lès-Sens gehört zum Arrondissement Sens und zum Kanton Thorigny-sur-Oreuse. Die Einwohner werden Dionysiens genannt.

## Geographie
Saint-Denis-lès-Sens liegt etwa drei Kilometer nordnordwestlich des Stadtzentrums von Sens an der Yonne, die die Gemeinde im Westen begrenzt. Umgeben wird Saint-Denis-lès-Sens von den Nachbargemeinden Cuy im Norden, Soucy im Osten und Nordosten, Saint-Clément im Osten und Südosten, Sens im Süden, Saint-Martin-du-Tertre im Südwesten, Courtois-sur-Yonne im Westen sowie Villenavotte und Villeperrot im Nordwesten.
Durch die Gemeinde führt die Autoroute A19. 

## Geschichte

### Internierungslager Saint-Denis-lès-Sens
Hinweise auf die Existenz dieses von 1941 bis 1944 bestehenden Internierungslagers gibt es mehrere, aber Details über das Lager enthält alleine die Webseite der FMD – Fondation pour la Mémoire de la Déportation. Dort wird das Lager als Centre d'Hébergement (Unterkunftszentrum) und als Centre de Séjour Surveillé (CSS, Zentrum für überwachten Aufenthalt) vorgestellt, das von Februar 1941 bis Juni (eventuell auch bis August) 1944 bestand. Untergebracht worden seien hier ab März/Juni 1941 zunächst unerwünschte Ausländer, bei denen es sich um von den Deutschen aus den Regionen an der Atlantikküste vertrieben Menschen gehandelt habe. Nach Édith Fuchs waren diese Menschen zuvor in einem Lager in Saint-Maurice-aux-Riches-Hommes interniert gewesen.:Abschnitt 7 Ihre Verlegung nach Saint-Denis-lès-Seins hing vermutlich damit zusammen, dass die deutschen Besatzer beschlossen hatten, das Lager in Saint-Maurice vom Juni 1941 an als Nomaden-Lager zu betreiben.
Die Nationalitäten der in Saint-Denis internierten unerwünschten Ausländer, sind im Detail unbekannt. Auf der Seite der FMD ist von Polen und Ukrainern die Rede, aber Fuchs weist darauf hin, dass Namen, Nationalitäten und auch Religionszugehörigkeiten in den Lagerdokumenten oft falsch waren.:Abschnitt 8 Und zu den Unerwünschten gesellten sich bald Personen, die nach Allgemeinem Recht (Droits Communs) inhaftiert worden waren, unter anderem wegen Schwarzmarktgeschäften. Für sie habe eine strengere Überwachung durch das Lagerpersonal geherrscht.
Zur Unterbringung der Internierten haben einige Holzbaracken zur Verfügung gestanden; in festen Gebäuden waren das Wachpersonal, der Speisesaal und die Küche untergebracht. Die Kapazität des Lagers ist nicht bekannt. Am 15. Juli 1943 befanden sich 405 Menschen im Lager, und bis zu seiner Schließung war es temporärer Aufenthaltsort für insgesamt 1.500 Internierte. Ab Frühjahr/Sommer 1941 war es mit Duldung der Besatzungsbehörden möglich, dass Internierte als Landarbeiter auf Bauernhöfen im Département Yvonne oder in anderen Départements arbeiteten.
Nach Fuchs wurde aus dem Status des unerwünschten Ausländers schnell der des verdächtigen Ausländers, und in diesem Prozess „wurden alle ausländischen Juden verdächtig, bis das gleiche Schicksal auch die französischen Juden ereilte“. Im Juli 1942 startete die französische Polizei Razzien unter den in Frankreich lebenden Juden, um diese den Deutschen zur Deportation in die Vernichtungslager des Ostens zu übergeben. Anhand der Recherchen über das Schicksal ihrer Mutter kann Fuchs zeigen, dass diese Razzien auch im Camp Saint-Denis-lès-Sens stattfanden.

„Cilly Affenkraut, meine Mutter, wurde im Juli 1942 im Lager Saint-Denis-lès-Sens im Departement Yonne verhaftet, als das SS des Kommando Dijon Razzien durchführte. Der Präfekt der Region übermittelte dem Präfekten des Departements ein dringendes Telegramm, das "alle Juden zwischen 16 und 65 Jahren" betraf, für die "die Verhaftungen am 13. Juli um 20 Uhr vollständig vollzogen sein müssen - die verhafteten Juden müssen am 15. Juli um 20 Uhr als letzte Frist in das Konzentrationslager geliefert werden" (Pithiviers). “

Dass Cilly Affenkraut nicht die einzige Deportierte aus Saint-Denis war, konnte Fuchs anhand der Transportlisten des Konvois Nr. 6 rekonstruieren, der am 25. Juni 1942 das Camp de transit de Pithiviers in Richtung Auschwitz verließ.:Abschnitt 22
Ab 1943 wurden Internierte im Rahmen des Service du travail obligatoire (STO) auch zur  Zwangsarbeit in Deutschland herangezogen.
Die Schließung des Lagers erfolgte zwischen Juni und August 1944 und nahm ihren Anfang am 16. Juni 1944 mit der Verlegung von Internierten in das Internierungslager Écrouves.

## Bevölkerungsentwicklung
| Jahr                       | 1881 | 1962 | 1968 | 1975 | 1982 | 1990 | 1999 | 2006 | 2013 |
| Einwohner                  | 184  | 434  | 504  | 520  | 545  | 513  | 594  | 681  | 737  |
| Quellen: Cassini und INSEE |      |      |      |      |      |      |      |      |      |

## Sehenswürdigkeiten
- Kirche Saint-Denis
- Kloster Sainte-Colombe, Monument historique

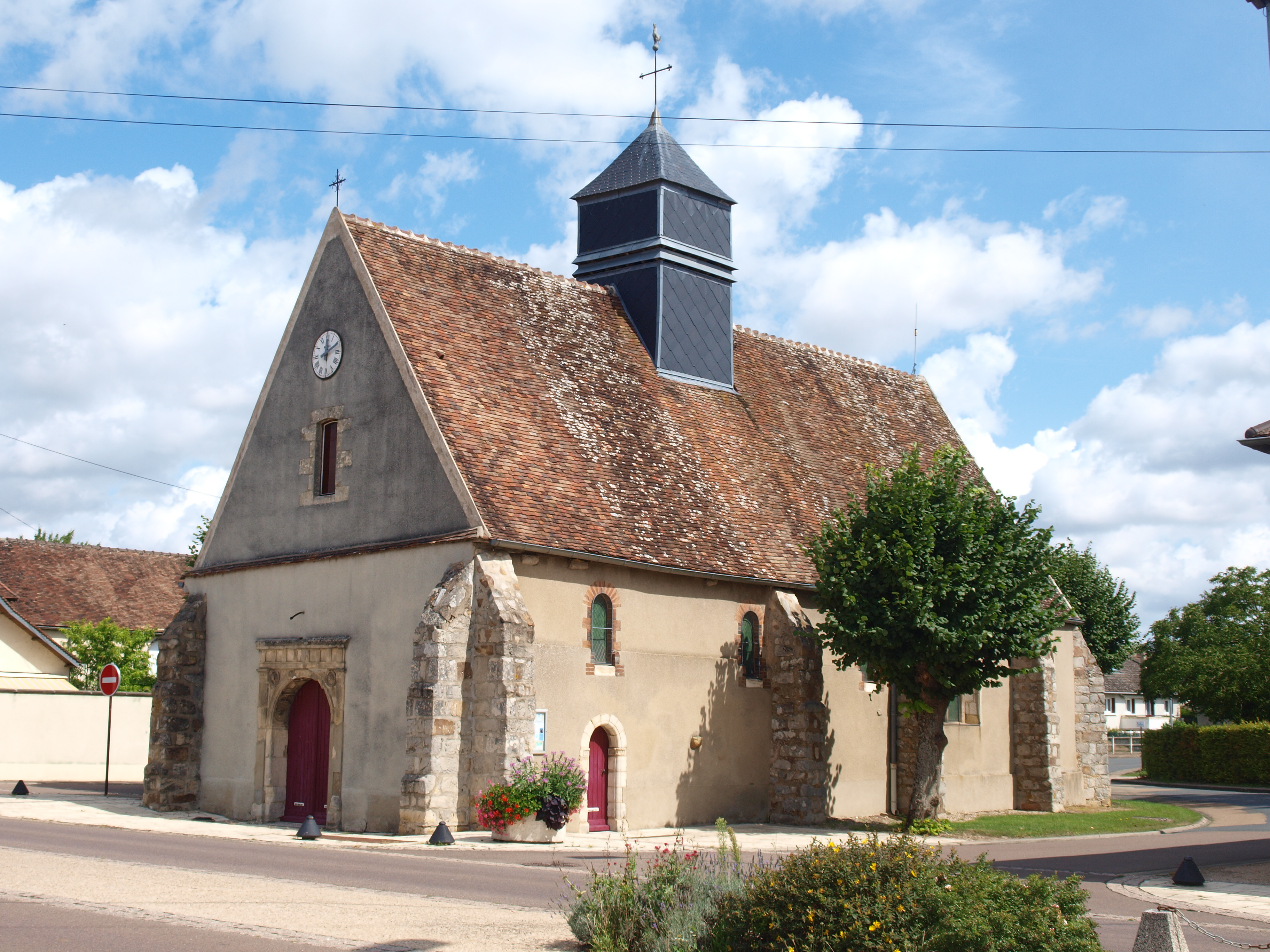
Kirche Saint-Denis
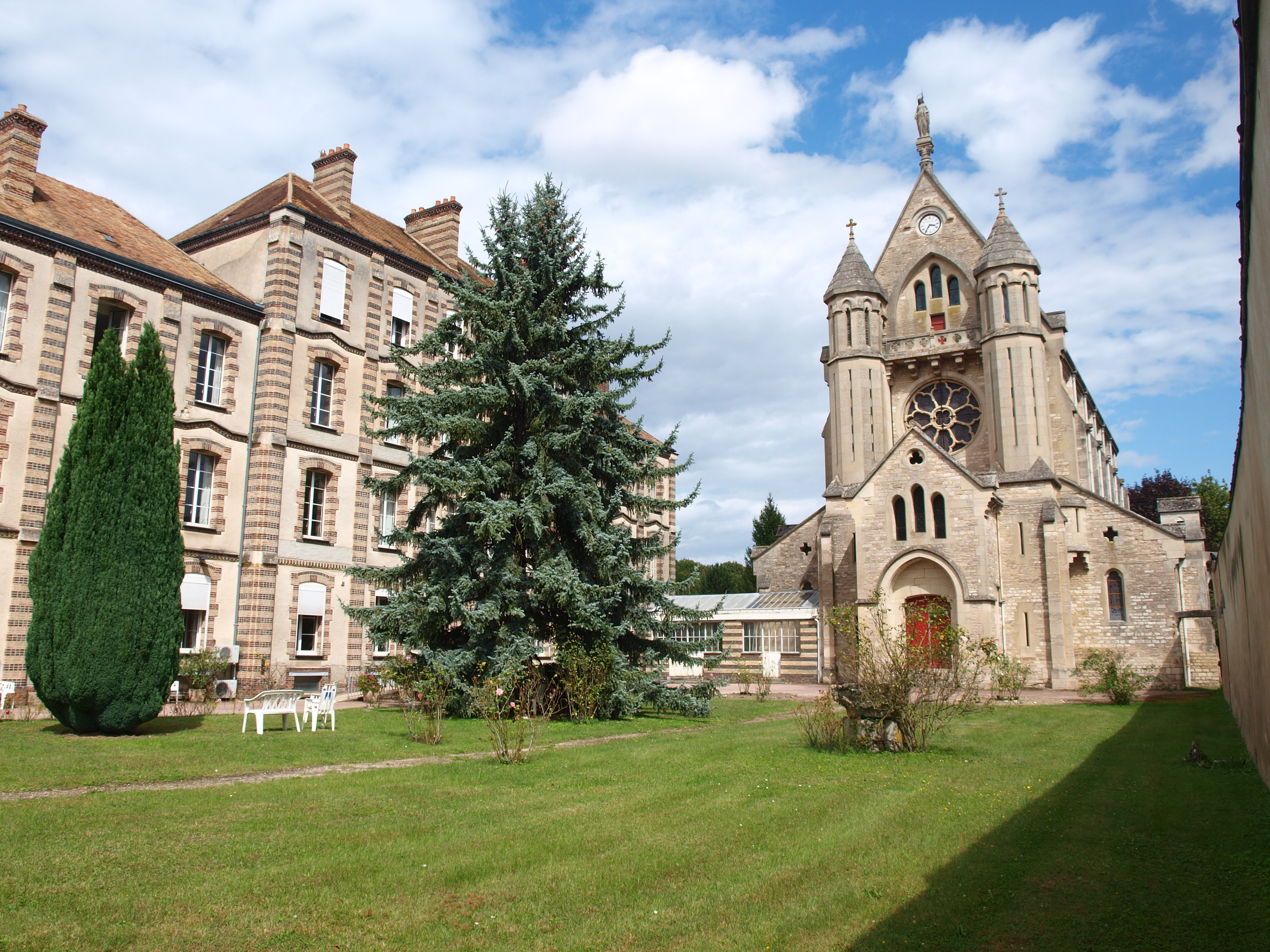
Kloster Sainte-Colombe